# Meter
| Grotere/kleinere eenheden | Grotere/kleinere eenheden | Grotere/kleinere eenheden |
| factor                    | naam                      | symbool                   |
| ------------------------- | ------------------------- | ------------------------- |
| 10−15                     | femtometer of fermi       | fm                        |
| 10−12                     | picometer                 | pm                        |
| 10−10                     | ångström                  | Å                         |
| 10−9                      | nanometer                 | nm                        |
| 10−6                      | micrometer of micron      | µm                        |
| 10−3                      | millimeter                | mm                        |
| 10−2                      | centimeter                | cm                        |
| 10−1                      | decimeter                 | dm                        |
| 1                         | meter                     | m                         |
| 101                       | decameter                 | dam                       |
| 102                       | hectometer                | hm                        |
| 103                       | kilometer                 | km                        |
| 106                       | megameter                 | Mm                        |
| 109                       | gigameter                 | Gm                        |
| 1012                      | terameter                 | Tm                        |

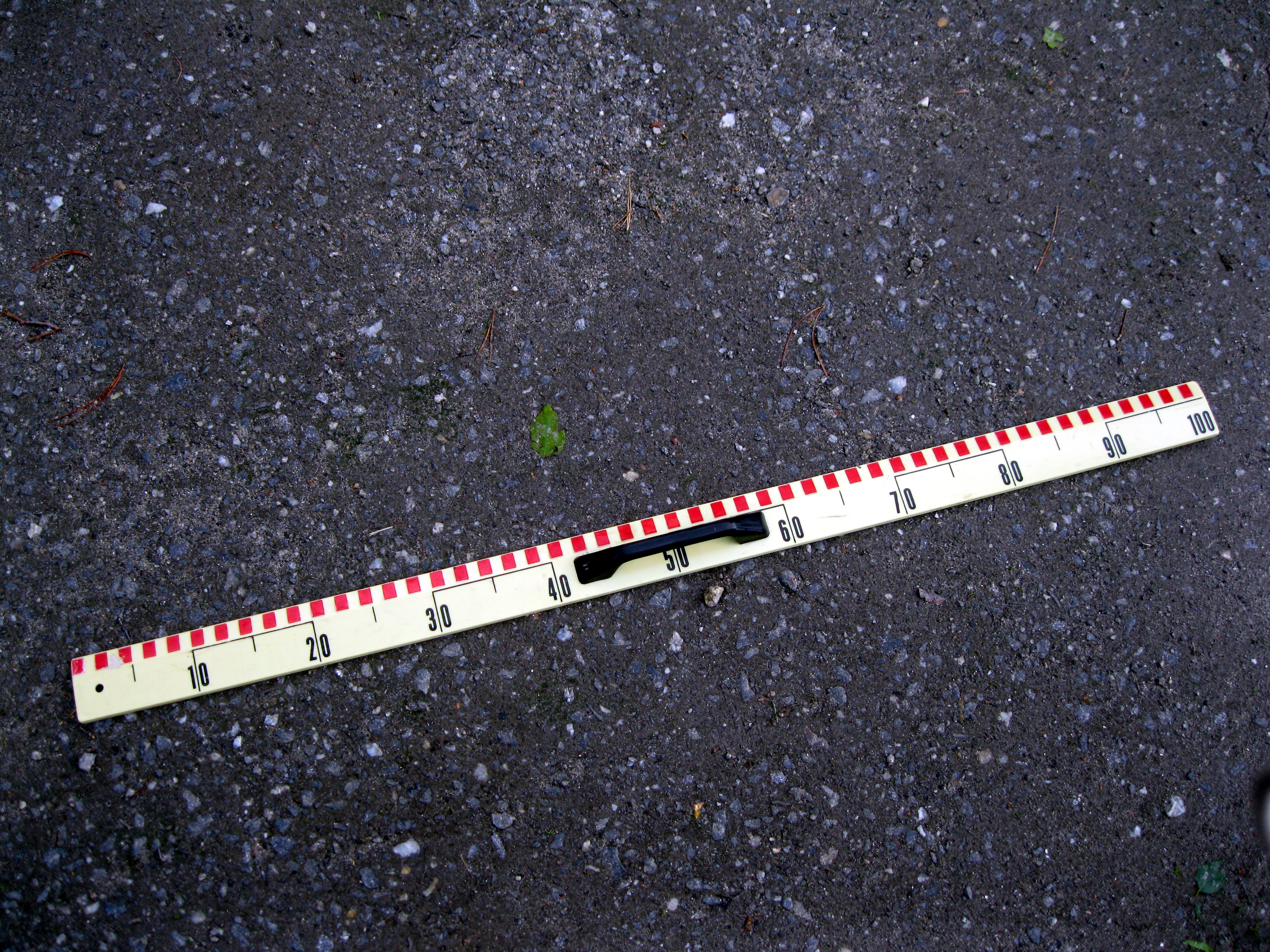
Een meetlat van één meter

De meter (symbool m) is de SI-eenheid voor lengte. De meter is sinds 1983 gedefinieerd als de afstand die licht in 1/299.792.458 seconde in vacuüm aflegt. De meter is een van de zeven SI-basiseenheden en is de basis van het metrieke stelsel. Rechtstreeks van de meter afgeleid zijn de oppervlakte-eenheid m² (vierkante meter) en de volume-eenheid m³ (kubieke meter).

## De definitie van de meter in de geschiedenis
De definitie van de meter is in de loop van de geschiedenis een aantal malen veranderd, omdat door de ontwikkeling van de wetenschap de beschikbare meetmethodes nauwkeuriger werden dan de tot dan toe gebruikte standaarddefinitie. De meter is dus (op een enkele uitzondering na) niet veranderd, maar de definitie is nauwkeuriger gemaakt. Hieronder is een chronologisch overzicht weergegeven.

Oorspronkelijke definitie

| Definitie | Datum             | Absolute fout | Relatieve fout |
| --- | ----------------- | ------------- | -------------- |
| 1/10.000.000e deel van de helft van de lengte van een meridiaan, zoals gemeten door Delambre en Méchain en vastgelegd in een staaf uit messing.                                                                            | 07 april 17950    | 0,5–0,1 mm    | 10−4           |
| De lengte van de Mètre des Archives, een staaf uit het corrosiebestendige platina, zoals door het Institut nationial des sciences et des arts gedeponeerd bij het Corps Législative van het Directoire.                    | 22 juni 1799      | 0,05–0,01 mm  | 10−5           |
| De lengte van een 90%-platina-10%-iridiumstaaf met X-vormige doorsnede, bewaard door het Bureau international des poids et mesures.                                                                                        | 26 september 1889 | 0,2–0,1 µm    | 10−7           |
| De lengte van een 90%-platina-10%-iridiumstaaf, bij een temperatuur gelijk aan het smeltpunt van ijs onder een druk van 1 atmosfeer, symmetrisch ondersteund door twee roloplegging met een onderlinge afstand van 571 mm. | 25 september 1927 |               |                |
| De lengte van 1.650.763,73 keer de golflengte in een vacuüm van de straling die vrijkomt bij de overgang tussen niveaus 2p10 en 5d3 van een nuclide krypton-86.                                                            | 14 oktober 1960   | 0,01–0,005 µm | 10−8           |
| De afstand afgelegd in een vacuüm door het licht in een tijd van 1/299.792.458e deel van een seconde. | 20 oktober 1983   | 0,1 nm        | 10−10          |

### 1668

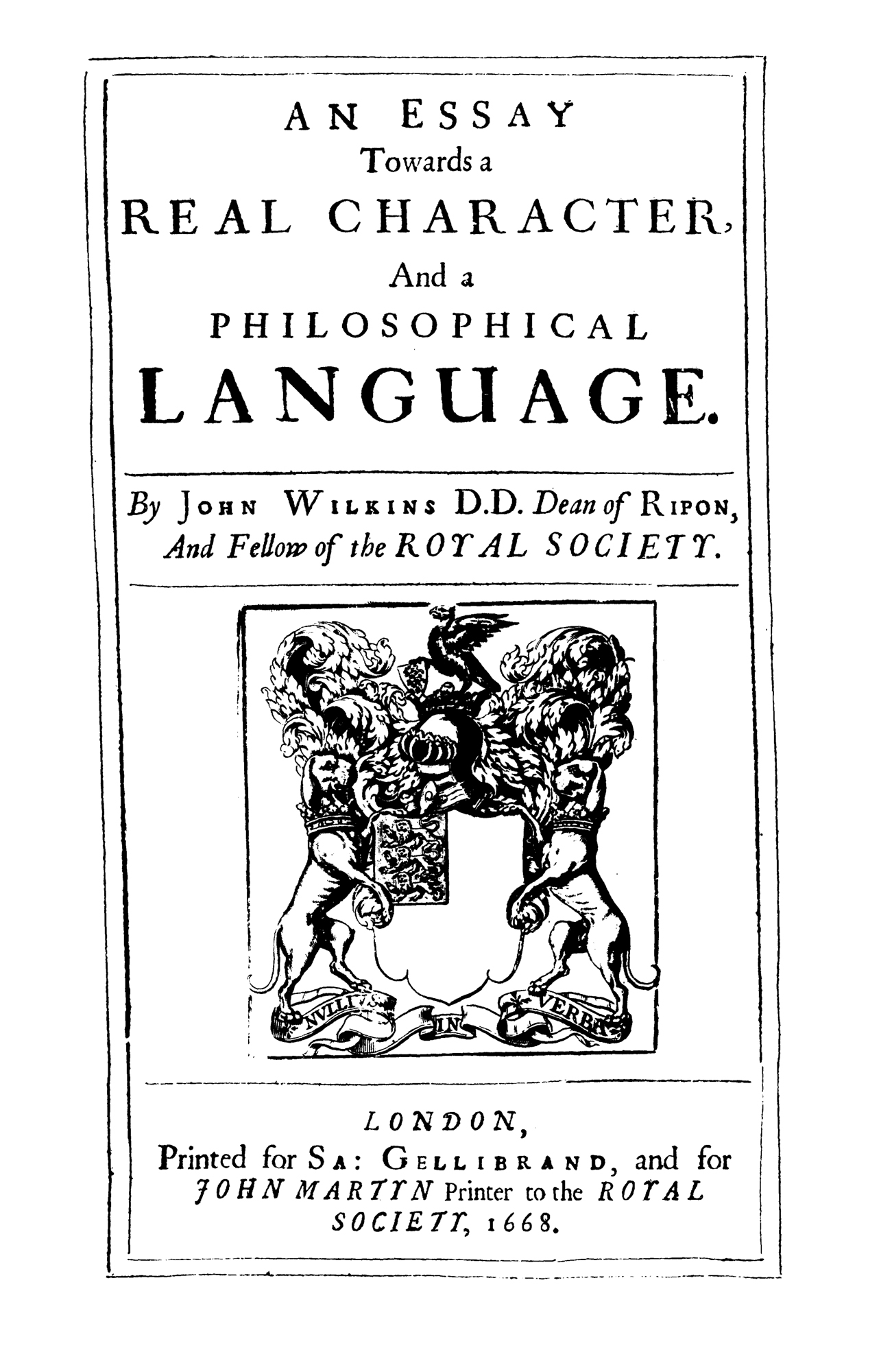
Het werk An Essay towards a Real Character and a Philosophical Language door John Wilkins.

De Engelsman John Wilkins publiceerde in 1668 het werk An Essay towards a Real Character and a Philosophical Language, waarin hij enkele jaren eerder opnam dat Christopher Wren de meter had vastgelegd op de lengte van een slinger die beweegt met een halve periode van 1 seconde. De door hem gevonden waarde zou volgens de huidige definitie ca. 0,9939 m bedragen. Dat de periode volgens de formule van Christiaan Huygens afhangt van de zwaartekrachtversnelling en dat die afhangt van de plaats op aarde en van de hoogte boven de zeespiegel, was nog niet bekend. Ook de uitslag van de slinger is van invloed op de periode.

### 1791

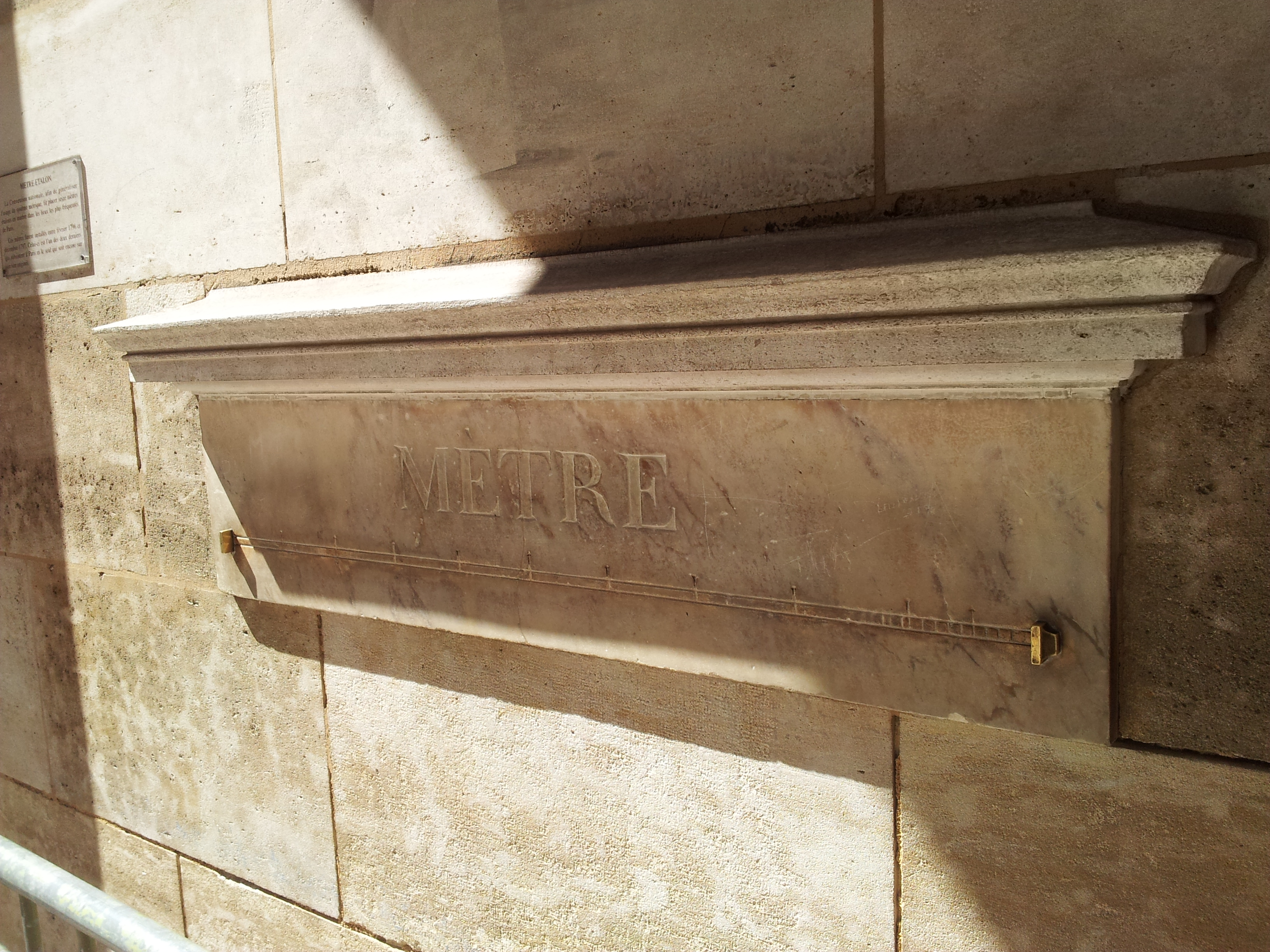
De eerste meter uit messing in 1796

De meter werd in 1791 gedefinieerd door de Franse Academie van Wetenschappen als het tien miljoenste deel van de afstand op zeeniveau van de noordpool tot de evenaar, gemeten langs de Meridiaan van Parijs. Jean-Baptiste Joseph Delambre en Pierre Méchain voerden metingen uit door extrapolatie vanuit een meting van de afstand tussen Barcelona en Duinkerke. Zolang de metingen nog niet gereed waren, werd er een voorlopig prototype uit messing gebruikt als standaard.
Het is overigens niet toevallig dat er is gekozen voor een 10.000.000ste deel van de omtrek.
Ook het gradenstelsel werd omgevormd naar een decimaal stelsel (op een ouderwetse rekenmachine is dit de derde setting van de drg knop).
Dat betekent dat een haakse hoek 100 decimale graden is.
Bij de metingen van Delambre is gesteld dat de booglengte van 1 decimale graad van de aarde overeenkomt met 1 decimale lengte-eenheid. Door deze booglengte een aantal keren door 10 te delen is deze maat teruggebracht tot het handzame formaat dat we nu kennen als een meter.
Terugrekenend is dan de booglengte van 1 decimale graad 100.000 meter en van 100 decimale graden (pool naar evenaar) 10.000.000 meter
Door het kadaster wordt het decimale gradenstelsel ook nog altijd gebruikt in het Rijksdriehoekstelsel.

### 1799
Nadat in 1798 de meridiaanmeting voltooid was, werd in 1799 een nieuwe standaard vastgelegd, nu volgens de zojuist bepaalde meridiaanlengte. Deze "mètre des Archives" is gemaakt van het corrosiebestendige platina. Hoewel deze later 0,2 mm te kort bleek te zijn vanwege meetfouten en het feit dat onvolledig rekening werd gehouden met de afplatting van de Aarde, werd de standaard niet gewijzigd. De doorsnede was rechthoekig en het platina was zacht, waardoor er meetfouten ontstonden door torsie en door sleet.

### 1889

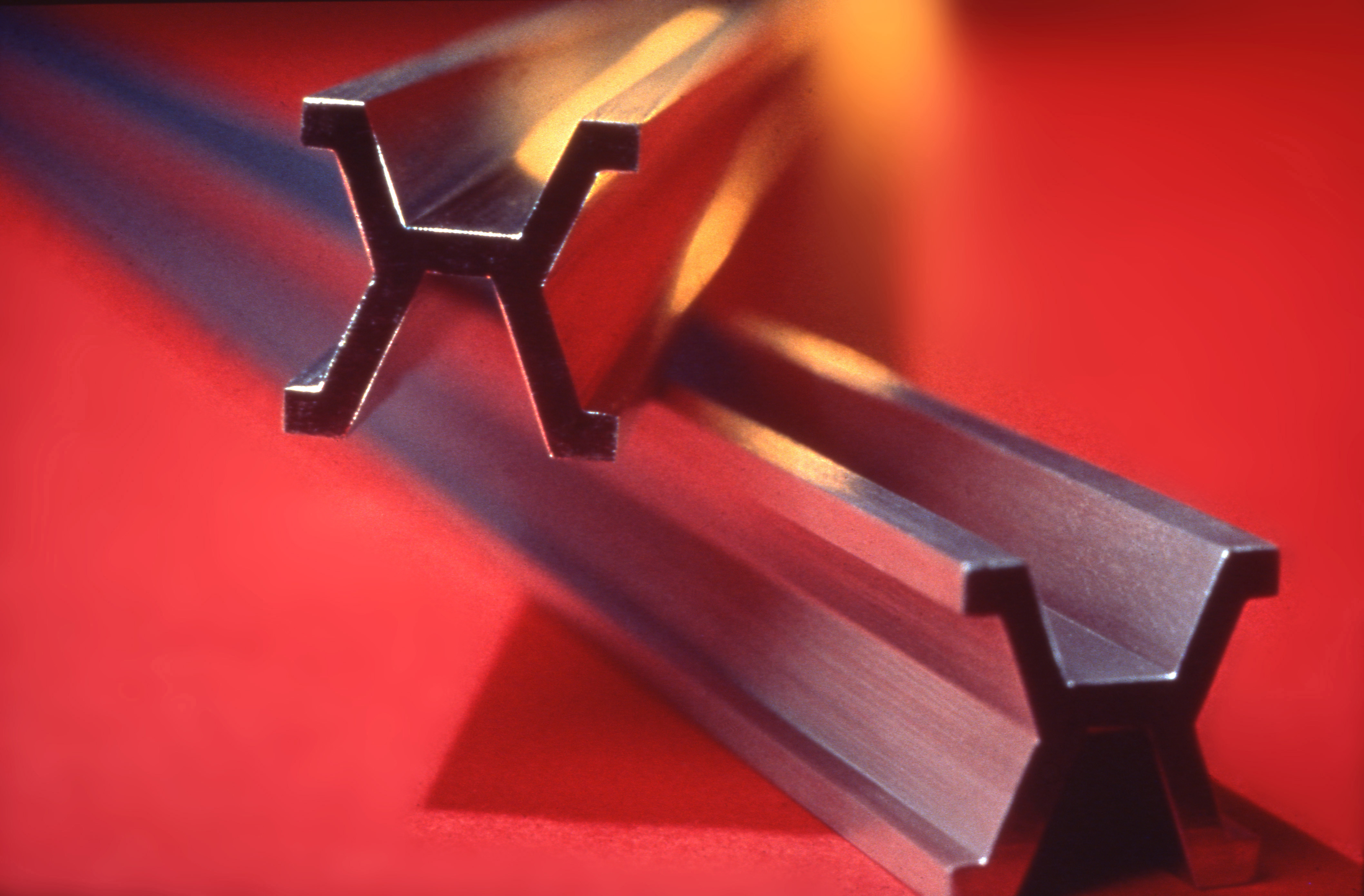
Internationaal prototype van de meter, een staaf uit een platina-iridium legering. Het was de standaard tot 1960. (NIST)

In 1875 richtte de internationale Meterconventie (Convention du Mètre) een permanent Internationaal Bureau voor Maten en Gewichten (Bureau international des poids et mesures) op in Sèvres. Een nieuwe standaardmeter werd vervaardigd met een door Henri Tresca voorgestelde X-vormige doorsnede tegen vervorming door torsie. Op de eerste CGPM (Conférence Générale des Poids et Mesures) (Algemene conferentie voor maten en gewichten) werd in 1889 de meter gedefinieerd als de afstand tussen twee inkepingen op een staaf van de hardere legering 90% platina en 10% iridium, de zogenaamde X-meter, die in Sèvres wordt bewaard. De opzet was een scherper gedefinieerde meter te verkrijgen; de lengte bleef ongewijzigd.

### 1960
Men bleef zoeken naar middelen die een scherpere definitie mogelijk maken. De oplossing is gevonden in de golflengte van het licht van een bepaalde stralingsbron, die met behulp van interferometrie nauwkeurig kan worden bepaald. Na diverse stralingsbronnen te hebben onderzocht, kwam men in 1960 tot de volgende definitie: de meter is gelijk aan 1.650.763,73 golflengten in vacuüm van de straling overeenkomend met de ongestoorde overgang tussen de toestanden 2p10 en 5d5 van het atoom krypton-86.

### 1983
In 1983 is de CGPM op de huidige definitie met de lichtmeting overgegaan. De reden hiervoor lag in het feit dat tijdmeting toen veel nauwkeuriger mogelijk was geworden door het gebruik van atoomklokken. Een voordeel is nu dat de meter in elk natuurkundig laboratorium kan worden gereproduceerd.
Met de huidige definitie is tevens de waarde van de lichtsnelheid vastgelegd op de op dat moment nauwkeurigst gemeten waarde. Sedert dat moment beïnvloeden metingen van de lichtsnelheid de grootte van de meter. De lichtsnelheid in vacuüm is nu per definitie precies 299.792.458 m/s.
In het laboratorium wordt de meter toch bepaald door het tellen van het aantal golflengtes. Een gevolg van de 17e CGPM was dat de onzekerheid (de fout) in de meter vijf maal zo klein werd. Het licht van de met jodium gestabiliseerde Helium-neonlaser werd de "aanbevolen straling" om de meter te vinden. De golflengte van dit laserlicht wordt nu aanvaard als λHeNe = 632,991.398.22 nm met een relatieve standaardonzekerheid (U) van 2,5 × 10−11. Deze onzekerheid is nu de beperkende factor bij het realiseren van de meter in het laboratorium, omdat het verscheidene ordes van grootte slechter is dan die van de seconde (U = 5 × 10−16). Daarom wordt in de praktijk in laboratoria de meter gezien als 1.579.800,298.728(39) golflengtes van helium-neonlaserlicht in vacuüm.

## Commerciële termen
Soms worden de termen “lopende” en “strekkende” meter gebruikt, bijvoorbeeld om de prijs van een zeil onrechtstreeks per oppervlakte-eenheid aan te duiden. De praktische oppervlakte-eenheid is de breedte (die voor dit product commercieel vastligt, bijvoorbeeld kamerbreed) maal één meter. De hoeveelheid wordt dan uitgedrukt in “lopende” meter. Het is het aantal meter dat van dit zeil moet worden afgesneden.

## Decimale veelvouden
De niet tot het SI behorende veelvouden zijn cursief weergegeven.
| Eenheid    | Symbool | Factor | Veelvoud     | Opmerking                                                                       |
| ---------- | ------- | ------ | ------------ | ------------------------------------------------------------------------------- |
| yottameter | Ym      | 1024-0 |              |                                                                                 |
| zettameter | Zm      | 1021-0 |              |                                                                                 |
| exameter   | Em      | 1018-0 |              |                                                                                 |
| petameter  | Pm      | 1015-0 |              |                                                                                 |
| terameter  | Tm      | 1012-0 |              |                                                                                 |
| gigameter  | Gm      | 109-0  | 1 000 000 km |                                                                                 |
| megameter  | Mm      | 106-0  | 1 000 km     | wordt gebruikt in de oceanografie                                               |
| myriameter |         | 104-0  | 10 km        | verouderd (wordt nog gebruikt in artikel 120ter van het Belgische Strafwetboek) |
| kilometer  | km      | 103-0  |              |                                                                                 |
| hectometer | hm      | 102-0  | 100 m        |                                                                                 |
| decameter  | dam     | 101-0  | 10 m         |                                                                                 |
| meter      | m       | 100    |              | Basiseenheid                                                                    |
| decimeter  | dm      | 10−1   | 10 cm        |                                                                                 |
| centimeter | cm      | 10−2   | 10 mm        |                                                                                 |
| millimeter | mm      | 10−3   | 1 000 µm     | 10 millimeter is 1 centimeter.                                                  |
| micrometer | µm      | 10−60  | 0,001 mm     | verouderd: micron                                                               |
| nanometer  | nm      | 10−90  |              | gebruikt in de optica voor golflengte van licht                                 |
| ångström   | Å       | 10−10  | 100 pm       | wordt gebruikt in de atoomfysica en in de kristallografie                       |
| picometer  | pm      | 10−12  |              |                                                                                 |
| femtometer | fm      | 10−15  |              | wordt gebruikt in de kernfysica en de deeltjesfysica                            |
| attometer  | am      | 10−18  |              |                                                                                 |
| zeptometer | zm      | 10−21  |              |                                                                                 |
| yoctometer | ym      | 10−24  |              |                                                                                 |

## Equivalenten in andere eenheden
| Metrische eenheden uitgedrukt in niet-SI eenheden | Metrische eenheden uitgedrukt in niet-SI eenheden | Metrische eenheden uitgedrukt in niet-SI eenheden | Metrische eenheden uitgedrukt in niet-SI eenheden |
| ------------------------------------------------- | ------------------------------------------------- | ------------------------------------------------- | ------------------------------------------------- |
| 1 meter                                           | ≈                                                 | 1,0936                                            | yard                                              |
| 1 meter                                           | ≈                                                 | 39,37                                             | inch                                              |
| 1 millimeter                                      | ≈                                                 | 0,03937                                           | inch                                              |
| 1 meter                                           | ≡                                                 | 1×1010                                            | ångström                                          |
| 1 nanometer                                       | ≡                                                 | 10                                                | ångström                                          |

| Niet-SI eenheden uitgedrukt in metrische eenheden | Niet-SI eenheden uitgedrukt in metrische eenheden | Niet-SI eenheden uitgedrukt in metrische eenheden | Niet-SI eenheden uitgedrukt in metrische eenheden |
| ------------------------------------------------- | ------------------------------------------------- | ------------------------------------------------- | ------------------------------------------------- |
| 1 yard                                            | ≡                                                 | 0,9144                                            | meter                                             |
| 1 inch                                            | ≡                                                 | 0,0254                                            | meter                                             |
| 1 inch                                            | ≡                                                 | 25,4                                              | millimeter                                        |
| 1 ångström                                        | ≡                                                 | 1×10−10                                           | meter                                             |
| 1 ångström                                        | ≡                                                 | 100                                               | picometer                                         |

In deze tabel betekenen "inch" en "yard" opvolgend "internationale inch" en "yard".
"≈" betekent "bij benadering gelijk aan".
"≡" betekent "per definitie gelijk aan" of equivalent "exact gelijk aan".
Een geheugensteuntje bij de omrekening is: 1 meter = 3 voet plus 3 3/8 inch. Dit geeft echter een overschatte waarde van 0,125 mm.
De oude Egyptische cubit is 1/6 π meter (0,52 meter)

## Afgeleide eenheden
- oppervlakte-eenheid: vierkante meter
- inhoudseenheid: kubieke meter